# Deutsch-nordmazedonische Beziehungen
Das Auswärtige Amt der Bundesrepublik Deutschland bezeichnet die Beziehung zwischen Deutschland und Nordmazedonien als gut. Beide Staaten sind Mitglieder des Europarates und der Organisation für Sicherheit und Zusammenarbeit in Europa. Deutschland ist Mitglied, Nordmazedonien ist Beitrittskandidat der Europäischen Union.
Deutschland betreibt eine Botschaft in Skopje. Nordmazedonien verfügt über eine Botschaft in Berlin mit Außenstelle in Bonn, ein Generalkonsulat in München und Honorarkonsuln in Dresden, Düsseldorf, Hamburg, Nürnberg und Stuttgart.

## Geschichte
Ab dem Ende des 14. Jahrhunderts gehörte das Gebiet des heutigen Nordmazedonien zum Osmanischen Reich. Im Großen Türkenkrieg (1683–1699) konnten kaiserliche Truppen Skopje kurzzeitig einnehmen, sich aber nicht dauerhaft halten.
Mit dem Niedergang des Osmanischen Reiches im 19. Jahrhundert begannen sich die europäischen Großmächte und die unter türkischer Herrschaft stehenden nach Unabhängigkeit strebenden Balkanvölker mit der territorialen Neuordnung Südosteuropas zu befassen. Dabei spielte die „Makedonische Frage“ eine bedeutende Rolle. Virulent wurde das Problem mit dem russischen Sieg im Russisch-Osmanischen Krieg (1877–1878), der die russischen Truppen bis 60 Kilometer an Istanbul heranführte. Da die europäischen Großmächte den zwischen den Kriegsparteien im Frieden von San Stefano festgehaltenen großen Einflussgewinn Russlands nicht akzeptieren wollten, drohte ein europäischer Krieg. Der deutsche Reichskanzler Otto von Bismarck lud daraufhin zum Berliner Kongress, um den Konflikt friedlich beilegen zu können. Ein Ergebnis dieses Kongresses stellte dar, dass Mazedonien vorerst Teil des Osmanischen Reiches blieb. Dies änderte sich mit den Balkankriegen von 1912 und 1913, bei denen die Balkanstaaten den europäischen Teil des Osmanischen Reiches fast vollständig unter sich aufteilten. Der Erste Balkankrieg endete mit dem Londoner Vertrag (1913), der Mazedonien zwischen Serbien, Griechenland und Bulgarien aufteilte. Neben den anderen europäischen Großmächten trat bei den Vertragsverhandlungen auch das Deutsche Kaiserreich als Vermittler auf. Kurz nach dem Vertragsschluss kam es zum Zweiten Balkankrieg, da Bulgarien mit dem Erreichten (vor allem in Bezug auf die Aufteilung Mazedoniens) nicht zufrieden war. Dabei wurde es von den Nachbarstaaten geschlagen – mit dem Resultat, dass Serbien und Griechenland große Teile Mazedoniens ihrem Staatsverband einverleiben konnten.
Auf Grund dieser Niederlage wandte sich Bulgarien den Mittelmächten um Deutschland zu und kämpfte an ihrer Seite im Ersten Weltkrieg. Die Kriegsziele Bulgariens wurden im Bündnisvertrag des Deutschen Reiches mit Bulgarien vom 6. September 1915 festgehalten. Ein Geheimabkommen, das man zusätzlich zum Bündnisvertrag schloss, enthielt territoriale Bestimmungen zur Vergrößerung Bulgariens. In diesem garantierte das Deutsche Reich Bulgarien unter anderem den Erwerb und die Annexion des „serbischen Mazedoniens“, das Bulgarien zwischen 1915 und 1918 besetzt hielt und das danach wieder an Serbien beziehungsweise das neugegründete Jugoslawien fiel. Mit der Niederlage der Mittelmächte zerschlugen sich die Hoffnungen Bulgariens auf territoriale Gewinne. Der Staat musste im Vertrag von Neuilly-sur-Seine im Gegenteil weitere Gebiete abtreten.
Gegen die Zugehörigkeit „Vardar-Mazedoniens“ zu Jugoslawien kämpfte in der Zwischenkriegszeit massiv die Innere Mazedonische Revolutionäre Organisation (IMRO) mit Operationsbasis in Bulgarien. Die Weimarer Republik als revisionistische Hauptmacht gegen die Ergebnisse des Krieges erschien ihr dabei als „natürlicher Verbündeter“. Folglich kam es immer wieder zu Kontakten zwischen der IMRO und deutschen staatlichen Stellen. Auf Angebote zur Zusammenarbeit reagierte die deutsche Seite aber reserviert, da zwar prinzipiell die Nützlichkeit einer mazedonischen Irredenta für die deutschen revisionistischen Interessen gesehen wurde, allerdings in der konkreten Situation die deutsche Außenpolitik keine Spannungen auf dem Balkan schüren und das Konfliktmanagement dort den Siegermächten des Ersten Weltkrieges überlassen wollte. In der politischen Publizistik und der interessierten deutschen Öffentlichkeit jener Jahre spielte die „Mazedonische Frage“ durchaus eine Rolle. Dabei wurde der „Freiheitskampf“ der Mazedonier oftmals romantisiert und verklärt. Diese Solidarisierung hing auch damit zusammen, dass man Parallelen zum eigenen Schicksal sah, da viele Deutsche so wie die Mazedonier als Kriegsfolge unter Fremdherrschaft leben müssten.
Im Zweiten Weltkrieg zeigte sich eine ähnliche Konstellation wie im Ersten: Bulgarien schloss sich 1941 dem vom nationalsozialistischen Deutschland geführten Dreimächtepakt an und durfte nach der Zerschlagung Jugoslawiens im Zuge des Balkanfeldzugs im selben Jahr den Osten und die Mitte des serbischen Mazedoniens besetzen. Im Gegensatz zum bulgarischen Mutterland wurden die Juden in den besetzten Gebieten nicht vor dem Holocaust gerettet. Aus dem besetzten Mazedonien wurden 7100 Juden, darunter 2000 Kinder ins Vernichtungslager Treblinka deportiert. Nur 196 von ihnen überlebten.
Ab Ende August 1944 zog sich Bulgarien aus den besetzten Gebieten Jugoslawiens zurück. Das westliche ehemals serbische Mazedonien wurde nach der Eroberung Jugoslawiens 1941 dem italienischen, seit 1943 deutschen Protektorat Großalbanien zugeschlagen.
Im Sommer 1944 reagierte das Deutsche Reich mit Überlegungen zur Schaffung eines formell unabhängigen mazedonischen Staates auf die massive Verschlechterung seiner Position auf dem Balkan. Zur Ausführung dieses Führerbefehls kam es im Angesicht der vorrückenden Roten Armee allerdings nicht mehr.
Im Oktober 1944 töteten deutsche Truppen im Massaker von Ladorisht 80 unbewaffnete Einwohner des Dorfes Radolišta (Ladorishti) als „Vergeltung“ für vorherige Partisanenangriffe. Der Rückzug der deutschen Truppen aus Griechenland erfolgte über Skopje (November 1944) und brachte der Stadt einige Zerstörung.
Nach dem Abzug der Deutschen wurde das Gebiet als Sozialistische Republik Mazedonien wieder Teil Jugoslawiens. Diese Sozialistische Föderative Republik Jugoslawien geriet mit dem Fall des Kommunismus Ende der 1980er Jahre in eine tödliche Krise. Während Slowenien und Kroatien schon im Juni 1991 ihre Unabhängigkeit erklärt hatten und von Deutschland im selben Jahr im Alleingang anerkannt worden waren, verlief die Entwicklung in Mazedonien langsamer. Das Referendum der Bürger Mazedoniens (mit positivem Ausgang) über die Unabhängigkeit erfolgte im September 1991. Eine Anerkennung durch die Staaten der Europäischen Gemeinschaft gestaltete sich allerdings schwierig, da es zu großen Streitigkeiten zwischen dem neuentstandenen Land und dem EG-Mitglied Griechenland kam (siehe Streit um den Namen Mazedonien). Auch die deutsch-griechischen Beziehungen wurden hierdurch belastet, da Deutschland sich für eine Anerkennung Mazedoniens aussprach, um die Krisenregion zu stabilisieren und das Musterbeispiel eines friedlichen Ausscheidens aus dem zerfallenden Jugoslawien zu geben. Trotz der massiven griechischen Ablehnung erkannte die Bundesregierung Ende 1993 die Unabhängigkeit Mazedoniens an und erwies sich in der Folge als der aktivste Unterstützer des jungen Staates (beispielsweise leistete Deutschland die meiste Entwicklungshilfe aller Staaten und förderte den Handel und die Kulturbeziehungen massiv). In jüngster Zeit unterstützte Deutschland Mazedonien bei der Bewältigung der Flüchtlingsbewegungen aus dem Kosovo infolge des Kosovokrieges (1999) sowie bei der Eindämmung des Albanischen Aufstandes in Mazedonien 2001 bzw. dessen nachhaltiger Lösung mit rechtsstaatlichen und demokratischen Mitteln (Rahmenabkommen von Ohrid).